# Guerra sueco-noruega
La Guerra sueco-noruega, también conocida como la Campaña contra Noruega (en sueco: Fälttåget mot Norge, en noruego: Krigen med Sverige 1814), o la Guerra de Independencia de Noruega, fue una guerra entre Suecia y Noruega en el verano de 1814. La guerra resultó en la unión de Noruega con Suecia , pero con su propia constitución y parlamento. La guerra fue la última entre los dos países.

## Antecedentes

### Tratado de Kiel
Ya en 1812, antes de la invasión napoleónica de Rusia, el príncipe heredero sueco Charles John había llegado a un acuerdo con el zar Alejandro I de Rusia de que Rusia apoyaría un ataque sueco contra Noruega para obligar a Reino de Dinamarca y Noruega a ceder su parte norte a Suecia. Sin embargo, el ataque sueco contra Noruega se pospuso debido al estado fluido del conflicto entre Napoleón Bonaparte y la Sexta Coalición. El ejército sueco y las habilidades de Bernadotte como general se necesitaban con urgencia contra Francia en Europa Central. El 18 de mayo de 1813, las tropas suecas volvieron a ocupar la Pomerania sueca y se desplegaron contra las fuerzas de Napoleón como resultado de los tratados entre Charles John, en nombre de Suecia, y el Reino Unido y Prusia, que cedieron Noruega a Suecia convirtiéndose iniciando así su participación en la guerra después de que Francia y sus aliados (que incluían Dinamarca-Noruega) fueran derrotados.
A principios de diciembre, Charles John dirigió una invasión de Dinamarca con su ejército aliado del norte que incluía suecos, rusos y alemanes del norte. Los daneses fueron superados en número y no pudieron montar una defensa resistente contra el ejército de Bernadotte. A los pocos días, los daneses fueron obligados a salir de Holstein y de la Península de Jutlandia. El 14 de diciembre, Bernadotte acordó un armisticio y las conversaciones de paz comenzaron en Kiel teniendo como base la anexión de Noruega a Suecia a cambio de la Pomerania sueca, territorio adicional en el norte de Alemania, los detalles se decidieron en la conferencia general de paz tras el cese de las hostilidades entre la Sexta Coalición y la Francia Imperial. También serían entregados 1.000.000 Riksdaler a Dinamarca como compensación. La posición danesa era desesperada y, a principios de enero de 1814, el rey danés aceptó la necesidad de entregar Noruega.
Por el Tratado de Kiel, firmado el 13 de enero, el rey Federico VI de Dinamarca tuvo que ceder Noruega al rey de Suecia. Sin embargo, este tratado no fue aceptado por los noruegos que se negaron a ser intercambiados como si fueran bienes muebles. Elementos del gobierno danés también apoyaron de forma encubierta la determinación de Noruega de no incorporarse a Suecia. En última instancia, Dinamarca pagaría un precio exagerado por sus intrigas, ya que Bernadotte veía este apoyo, por encubierto que fuera, como una perfidia y una violación del Tratado de Kiel, y esto se reflejaría más tarde en la paz final elaborada en el Congreso de Viena en la que se anularon las disposiciones de otorgar la Pomerania sueca, junto con varios territorios adicionales del norte de Alemania, así como 1.000.000 de Riksdalers a Dinamarca como compensación por la pérdida de Noruega.

### Asamblea Constituyente Noruega
El príncipe Christian Frederick de Dinamarca , heredero presuntivo de los tronos de Dinamarca y Noruega y gobernador general de Noruega , tomó la iniciativa en la insurrección, y pidió una asamblea constitucional. Esto adoptó la constitución liberal del 17 de mayo, que también eligió Christian Frederick como el rey de una Noruega independiente.
Como jefe del nuevo estado, Christian Frederick trató desesperadamente de obtener el apoyo del Reino Unido , o de cualquiera de las otras grandes potencias dentro de la Sexta Coalición, con el fin de mantener la independencia de Noruega. Sin embargo, los diplomáticos extranjeros no dieron ninguna esperanza de ningún apoyo exterior a los noruegos.

### Desarrollo
La guerra se inició el 26 de julio con un rápido ataque naval sueco contra las cañoneras noruegas en Hvaler. El ejército noruego fue evacuado y los barcos lograron escapar, pero no pudieron participar en el resto de la guerra. La principal ofensiva sueca cruzó la frontera en Halden, sorteó y rodeó la Fortaleza de Fredriksten, y luego continuó hacia el norte, mientras que una segunda fuerza de 6.000 soldados se colocó en Kråkerøy en las afueras de Fredrikstad. Este pueblo se rindió al día siguiente. Así lograron realizar un movimiento de pinzas alrededor de la parte principal del ejército noruego en Rakkestad.
En el frente hacia Kongsvinger, las fuerzas estaban más igualadas, y el ejército noruego finalmente detuvo el avance sueco en Lier el 2 de agosto y obtuvo otra victoria en Matrand el 5 de agosto. El 3 de agosto, el rey Christian Frederick llegó al frente en Østfold y fue obligado a cambiar su estrategia y utilizar a los 6.000 hombres estacionados en Rakkestad en un contraataque contra los suecos. La orden de contraataque se dio el 5 de agosto, pero se retiró unas horas más tarde. Por lo tanto, las fuerzas noruegas se retiraron desde el Río Glomma hasta Langnes (Troms). La última gran batalla de la guerra se libró el 9 de agosto en la cabeza de puente de Langnes, donde las fuerzas suecas fueron rechazadas una vez más. Luego, Suecia intentó flanquear la línea noruega y lo hizo con éxito durante la Batalla del Puente Kjolberg el 14 de agosto. Los suecos tuvieron entonces un camino libre hacia Kristiania, la capital noruega. Además, el bloqueo británico de Noruega cortó el comercio y los suministros militares, lo que, combinado con la proximidad de los ejércitos suecos, finalmente hizo que la situación militar de los noruegos fuera insostenible. 
Aunque el ejército noruego había ganado en Langnes, estaba claro para las autoridades militares noruegas y suecas que una derrota era inevitable. A pesar de que habían logrado asestar varios golpes ofensivos menores a los suecos, presionándolos para que aceptaran a Noruega como nación soberana, se consideró imposible lograr detener a los suecos a largo plazo. Por lo tanto, la oferta sueca de negociaciones fue aceptada ya que la guerra había ejercido una gran presión sobre las finanzas noruegas. Cada día de retraso en la seguridad de Noruega por parte de los suecos les traía incertidumbre sobre el resultado, por lo que ambas partes estuvieron interesadas en un rápido final de la guerra.
Para el soldado noruego promedio, la guerra le había parecido muy mal preparada y muy mal librada. La culpa de haber perdido fue dirigida hacia Christian Frederick y el general noruego Haxthausen; este último siendo acusado de alta traición. Para el gobierno noruego, probablemente había sido una cuestión de obtener la mejor posición de negociación posible, ya que sin el apoyo de las principales potencias, la independencia de Noruega era imposible de asegurar. Pero al aceptar las negociaciones tras la victoria en Langnes, se encontraban en una situación en la que podían evitar una rendición incondicional.

## Consecuencias
El 10 de agosto, Bernadotte presentó una propuesta de alto al fuego.. Al aceptar la propuesta, se renunció tácitamente a cualquier afirmación de que Noruega sería simplemente una provincia sueca. Las negociaciones comenzaron en Moss, Noruega, el 10 de agosto, y después de unos días de duras negociaciones, el 14 de agosto se firmó un acuerdo de alto el fuego, llamado Convención de Moss. El rey Christian Frederick se vio obligado a abdicar, pero Noruega permaneció nominalmente independiente dentro de una unión personal con Suecia, bajo el rey sueco. Su Constitución se mantuvo con solo las enmiendas necesarias para permitirle ingresar en la unión, y los dos reinos unidos conservaron instituciones separadas, excepto el rey y el servicio y la política exteriores.
- Datos: Q1780850
- Multimedia: Swedish–Norwegian War (1814) / Q1780850